# Позняківський провулок
Познякі́вський прову́лок — зниклий провулок, що існував у Дарницькому районі міста Києва, місцевість Позняки. Пролягав від Позняківської вулиці до Тальнівської вулиці.
Прилучалися Прип'ятська вулиця та Прип'ятський провулок.

## Історія
Провулок виник у середині XX століття під назвою Нова вулиця. Назву Позняківський провулок отримав 1955 року. 
Зник під час часткового знесення забудови колишнього села Позняки і забудови мікрорайону Позняки-3, приблизно наприкінці 2007 — на початку 2008 року. Інформація про офіційну ліквідацію провулку наразі відсутня.